# Raimund Nimführ

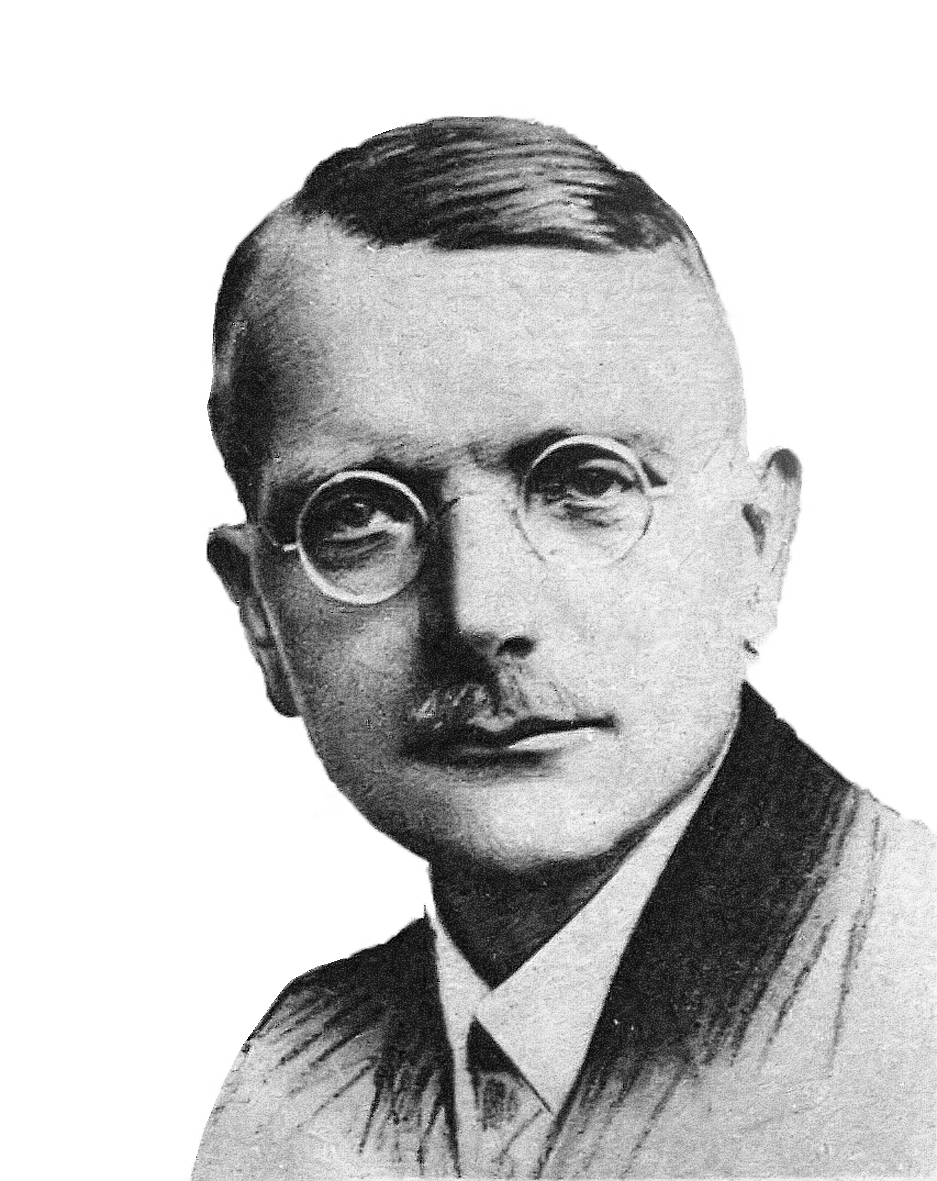
Raimund Nimführ (vor 1923)

Raimund Nimführ (* 17. August 1874 in Klein Tajax, Mähren; † 15. September 1954 in Wien) war ein österreichischer Luftfahrttheoretiker, Flugzeugpionier und Meteorologe.

## Leben
Nimführ besuchte nach der Volksschule in Znaim das Stiftsgymnasium Melk. Anschließend studierte er an der Universität Wien Physik, Mathematik, Meteorologie und Astronomie sowie Philosophie. Schon während des Studiums war er auch Mitglied des Österreichischen Aero-Clubs.
Im Jahr 1901 kaufte er einen Lilienthal-Schlagflügelapparat. Auch mit eigenen Konstruktionen machte er Gleitversuche, war jedoch nicht sehr erfolgreich.
Nach der Promotion zum Dr. phil. wurde er 1904 an der Zentralanstalt für Meteorologie und Geodynamik Universitätsassistent. In diese Zeit fielen zahlreiche Ballon-Hochfahrten, in deren Zuge er auch einige patentierte Erfindungen machte. Bei einer dieser Hochfahrten im Jahr 1907 erlitt er jedoch große gesundheitliche Schäden, aufgrund derer er aus dem Staatsdienst ausscheiden musste.
In den Folgejahren studierte er verstärkt den Vogelflug und schrieb Grundlagen für den Segelflug. In der Praxis baute er ein Flugzeugmodell mit pneumatisch pulsierenden Flügeln. Nach 1923 begann Nimführ einen Schwirrflügler zu bauen. Zu diesem Zweck sammelte er Geld und brachte dabei einen Betrag von 250.000 Schilling zusammen. Er wurde aber mit dem Flieger nie fertig, sodass er 1939 verklagt und im Jahr 1941 sogar zu einem Jahr Gefängnis verurteilt wurde.

## Schriften (Auswahl)
- Ueber Segel- und Wellenflug. In: Zeitschrift für Luftschiffahrt und Physik der Atmosphäre. Herausgegeben von dem Deutschen Vereine zur Förderung der Luftschiffahrt in Berlin und dem Wiener Flugtechnischen Vereine. Jahrgang XIX (1900). Mayer & Müller, Berlin 1900, ZDB-ID 881115-5.
- Verkehrs- und Industrie-Zeitung. Entwicklung und Stand des persönlichen Kunstfluges. Vortrag, gehalten im Wiener Flugtechnischen Verein. In: Neue Freie Presse, Morgenblatt, Nr. 13863/1903, 31. März 1903, S. 19 ff. (online bei ANNO).
- Über Gleitflugmaschinen. In: Wiener Luftschiffer-Zeitung. Herausgeber Viktor Silberer. Jahrgang II (1903). Verlag der Allgemeinen Sport-Zeitung, Wien 1903, ZDB-ID 983615-9.
- Die physikalischen Grundlagen des ballonfreien Fluges. In: Illustrirte aeronautische Mittheilungen. Jahrgang VIII (1904). Trübner, Straßburg 1904, ZDB-ID 515874-6.
- Die physikalischen Grundlagen des Schwebens und Fliegens. In: Flug- und Motor-Technik. Jahrgang IV (1910). S. n., Wien 1910, ZDB-ID 995110-6.
- Warum haben wir noch keine Kriegs-Luftschiffe. Verlag C. Konegen, Wien 1908, OBV.
- Genetische Darstellung der Zustandsgleichungen der aerodynamischen Flieger. Verlag C. Konegen, Wien 1909, OBV.
- Leitfaden der Luftschiffahrt und Flugtechnik in gemeinverständlicher Darstellung und mit besonderer Berücksichtigung der historischen Entwicklung. A. Hartleben’s Verlag, Wien 1909; archive.org.
- Die Luftschiffahrt, ihre wissenschaftlichen Grundlagen und technische Entwicklung. 2. verbesserte und vermehrte Auflage. Aus Natur und Geisteswelt, Band 300, ZDB-ID 516263-4. B. G. Teubner Verlag, Leipzig 1910, OBV.
- Die Steuerung der Drachenflieger. In: Fachzeitung für Automobilismus und Flugtechnik. Jahrgang V (1911), ZDB-ID 2665472-6. Mayer & Müller, Schlesinger Wien 1911.
- Die Luftschiffahrt. Dr. Bastian Schmids naturwissenschaftliche Schülerbibliothek, Band 10, ZDB-ID 983088-1. Teubner, Leipzig 1911.
- Das Segelflugproblem. In: Österreichische Flugzeitschrift. Jahrgang VI (1912). Waldheim-Eberle, Wien 1912, ZDB-ID 961853-3.
- Aviatische Götterdämmerung. Verlag Carl Gerold’s Sohn, Wien 1913, OBV.
- Grundlagen der Physik des Fluges. Druckerei- und Verlags-Aktiengesellschaft vorm. R. v. Waldheim, J. Eberle & Co., Wien 1913, OBV.
- — (Hrsg.): Aviatische Chronik. (Zeitschrift). Verlag Carl Gerold’s Sohn, Wien 1914–15, OBV
- Das automatische kipp- und sturzsichere Flugzeug der Zukunft. Als Manuskript gedruckt, Augsburg 1915.
- Der Segel-(Schwebe-)Flug der Vögel und seine mechanische Nachahmung. In: Mitteilungen des Österreichischen Aero-Clubs. Jahrgang III (1917). S. n., Wien 1917, ZDB-ID 544794-x.
- Theorie des mechanischen Fluges auf Grundlage des Spannungs- (Entspannungs-)druckes der atmosphärischen Luft bei dynamischer Verdichtung (Verdünnung). Verlag für Fachliteratur, Wien 1916.
- Die Flugmaschine und ihre Entwicklungsmöglichkeit. Verlag C. Konegen, Wien 1916.
- Mechanische und technische Grundlagen des Segelfluges. Bibliothek für Luftschiffahrt und Flugtechnik, Band 22, ZDB-ID 966180-3. Verlag R. C. Schmidt, Berlin 1919.
- Wie alle Menschen fliegen werden. Tagblatt-Bibliothek, Band 21/24, ZDB-ID 599655-7. Steyrermühl-Verlag, Wien 1923, OBV.
- Dr. Raimund Nimführ-Flug-Exposé. (5 Teile). Selbstverlag, Wien 1931, DNB 560756593.
- An alle deutschen Volksgenossen! Denkschrift über die Entwicklung und den Stand der Aviatik und deren Bedeutung für das deutsche Volk in nationaler, wirtschaftlicher und sozialer Hinsicht nach Schaffung der kipp- und sturzsicheren Schwebe-Flugmaschine. Wedl, Melk 1932, OBV.
- Veröffentlichungen über Luftschiffahrt, Flugtechnik und deren Hilfswissenschaften (Meteorologie, Aerologie, Aerodynamik). Selbstverlag, Wien 1936, OBV.
- Lebenslauf. Verfaßt auf Anregung des Herrn Professors Franz Karollus für das „Jahrbuch der deutschen Gesellschaft für Wissenschaft und Kunst“, Brünn. Selbstverlag, Wien 1936, OBV.